# La loto
La loto è un singolo della cantante argentina Tini, della cantante statunitense Becky G e della cantante brasiliana Anitta, pubblicato il 6 luglio 2022 come settimo estratto dal quarto album in studio di Tini Cupido.

## Pubblicazione
La loto è stata annunciata per la prima volta il 27 giugno 2022 con un'anteprima del video musicale pubblicata tramite i canali social dell'argentina. Si tratta della prima collaborazione fra le tre artiste.

## Video musicale
Il video, in stile vintage, è stato divulgato in concomitanza con l'uscita del brano attraverso il canale YouTube di Tini.

## Tracce
Testi di Martina Stoessel, Rebbeca Marie Gomez, Larissa de Macedo Machado, Andrés Torres, Elena Rose e Mauricio Rengifo.
1. La loto – 3:10

## Formazione
Musicisti
- Tini – voce
- Becky G – voce
- Anitta – voce

Produzione
- Andrés Torres – produzione, produzione vocale, registrazione
- Mauricio Rengifo – produzione, produzione vocale, registrazione
- Carlos A. Molina – ingegneria del suono, registrazione
- Tom Norris – mastering, missaggio

## Classifiche

### Classifiche settimanali
| Classifica (2022) | Posizione massima |
| ----------------- | ----------------- |
| Argentina         | 7                 |
| Paraguay          | 36                |
| Portogallo        | 151               |
| Spagna            | 78                |

### Classifiche di fine anno
| Classifica (2022) | Posizione |
| ----------------- | --------- |
| Paraguay          | 182       |